# Paril-sadlen (Bulgarien)
Paril (bulgarsk: Парил) er en bjergsadel (bjergpas) i det vestlige Bulgarien mellem bjergkæderne Pirin mod nord og Slavyanka mod syd. Passet ligger  i kommunerne  Sandanski og Hadzhidimovo i Blagoevgrad-provinsen .
Passet er 10.6 km langt med en maksimal højde på 1.176 moh.  Den forbinder Sandanski-Petrich-dalen i floden Struma-bassinet i vest og Gotse Delchev-dalen i floden Mesta-bassinet i øst.
Det begynder mod nordøst fra landsbyen Paril ved 817 m højde og løber i vestlig retning opstrøms for Chokovitsa-dalen. Det når sit højeste punkt i 1.176 m efter 4,6 km og går derefter ned mod vest langs floden Chereshars dal, hvor den ender efter 7 km i en højde af 756 moh.
Paril gennemløbes af en 10,6 km lang strækning af  vejen Koprivlen – Paril – Katuntsi. Denne sektion er i dårlig stand og er kun tilgængelig for terrængående køretøjer, og den bliver ikke vedligeholdt om vinteren. I det osmanniske riges tid var vejen en stor kommunikationsåre, men i dag har den kun lokal betydning.
Selve sadlen er kort, bred og dyb med bløde skråninger og har erosionsoprindelse. Det geologiske fundament er overvejende af granit.  Paril er dækket af bøgeskove. Sadlen krydses af den fjernvandrevej E4 der forbinder Pirin og Slavyanka. Mod syd ligger Alibotush-reservatet. 10 minutter mod øst ligger Slavyanka-hytten, et vigtigt udgangspunkt for en række turistruter i nærheden.